# Trịnh Tuệ
Trịnh Tuệ (chữ Hán: 鄭橞; 1701–?), trước có tên là Trịnh Huệ, sau vì trùng tên với Tuyên Phi Đặng Thị Huệ nên đổi sang là Trịnh Tuệ, hiệu là Cúc Lam, là vị Trạng nguyên cuối cùng trong lịch sử Việt Nam.

## Quê quán
Trịnh Tuệ quê ở Biện Thượng (nay thuộc xã Vĩnh Hùng, huyện Vĩnh Lộc, tỉnh Thanh Hóa), trú quán tại xã Bất Quần (nay là xã Quảng Thịnh, huyện Quảng Xương, tỉnh Thanh Hóa).
Theo Kim Giám Thực Lục (1802) và Kim Giám Tục Biên (1869), thì Trịnh Huệ là cháu 5 đời của chúa Trịnh Tùng, thuộc dòng của Thuần Nghĩa Công Trịnh Dương. Gia đình ông đều có những người đỗ đạt. Anh ruột là Trịnh Côn và các con ông là Trịnh Đức, Trịnh Sa đều đỗ hương cống và làm quan dưới triều Lê - Trịnh.

## Cuộc đời
Trước, Trịnh Tuệ đi thi Hương đỗ Tứ trường, được bổ làm việc ở Phủ Tôn Nhân, giữ chức Phó hình phiên. Đến khoa Bính Thìn (1736), ông đỗ đầu thi Hội. Vào thi Đình ông đỗ luôn Trạng nguyên. Trên Bia Tiến sĩ khoa Bính Thìn niên hiệu Vĩnh Hữu năm thứ 2 (1736) ở Văn Miếu - Hà Nội, trong đó ghi rõ: Cho đỗ đệ nhất giáp tiến sĩ cập đệ, đệ nhất danh: Trịnh Huệ, làng Sóc Sơn, huyện Vĩnh Phúc, trú quán xã Bất Quần, huyện Quảng Xương... Ra lệnh khắc tên vào đá để truyền mãi mai sau.
Sau đó, Trịnh Tuệ nhanh chóng được phong Đông các đại học sĩ, rồi lên tới chức Tham tụng Thượng thư bộ Hình (tước Quận Công),
Năm Canh Thân (1740), chúa Trịnh Doanh lên thay chúa Trịnh Giang, ông bị nghi ngờ theo đảng phản nghịch, cùng với Hoàng Công Phụ nên phải biếm chức, bị bắt giam, rồi được thả. Ông về quê mẹ ở thôn Giáp Ngũ, xã Thịnh Liệt (nay thuộc huyện Thanh Trì, thành phố Hà Nội), mở trường dạy học khoảng 5 năm. Sau ông được phục hồi làm Thừa chấp chính xứ Sơn Nam, rồi thăng Tả thị lang bộ Hình. Con đường công danh của ông cũng gập ghềnh, không phát huy được hết tài năng.
Cuối đời, Trạng nguyên Trịnh Huệ về mở trường dạy học ở chân núi Voi (thôn Thọ Sơn, xã Bất Quần), rồi mất năm nào không rõ.

## Di sản
Trịnh Huệ là tác giả cuốn sách "Tam giáo", là người nhuận sắc và soạn văn một số bia hiện còn ở Bắc Giang, Bắc Ninh, Thái Bình... Đặc biệt ông cùng với Bảng nhãn Hà Tông Huân (1697 -1766) người cùng quê đã soạn văn bia: "Khánh nguyên kỳ bị ký" dựng năm Cảnh Hưng thứ 13 (1752) để ghi công tích đối với dân với nước của nhân vật có hiệu là Quy Triều hầu, khi mất được tặng phong là Đô đốc trụ quốc Thượng tướng quân, người huyện Hưng Hà, tỉnh Thái Bình. Đây là tấm bia khá đặc biệt, vì soạn văn là Trịnh Huệ và Hà Tông Huân, hai người đứng nhất nhì bảng Tam khôi và đều giữ chức Tể tướng.

## Nghi vấn được thiên vị
Trịnh Huệ vốn thông minh, học giỏi, nhưng khoa thi Hội ông dự thì do một người họ Trịnh là Trịnh Diễm làm chủ khảo, đến khi thi Đình lại xảy ra một sự thay đổi khác so với những khoa thi trước, đó là việc các thí sinh thay vì vào sân rồng để vua Lê vấn thi thì lại vào sân chúa để chúa Trịnh Giang hỏi thi. Theo sử sách ghi chép, thì việc đổi thay nói trên là do Hoàng Công Phụ, viên quan trong triều đình được chúa yêu, lại chơi thân với ông Huệ, bày đặt ra. Do đó dư luận dị nghị cho rằng Trịnh Huệ không có tài mà là do có dòng dõi nhà Chúa nên mới được lấy đỗ trạng.
Ông Huệ lấy làm bực tức nói với mọi người "Tôi đã nhất Tam khôi mà nói là do Vương phủ thiên vị thì còn gọi gì là văn chương nữa! Nay để khỏi nghi ngờ, trong triều ngoài nội ai có câu hỏi gì khó ở bất cứ sách vở nào về kinh sử, tả truyện, ý nho, lý số thì đem đến tôi xin trả lời hết!". Nhiều người sau đó đến hỏi đều đã được ông giải đáp. Riêng có một phụ nữ nêu ý kiến: "Chiếc đũa là vật thiêng không có chân, lúc thì gãy, lúc thì mất. Vậy nó chạy đi đâu, ở trong kinh điển nào?". Trịnh Huệ trả lời: "Không thấy ở Thanh Hóa có núi Chiếc Đũa đó sao? Nó không có chân mà chạy về gốc đấy!".
Mọi người đều bái phục ông thông minh và hiểu biết rộng. Quả ở Thanh Hóa, nơi cửa biển Thần Phú, nay thuộc địa phận làng Văn Đức, xã Nga Phú, huyện Nga Sơn có ngọn núi đứng một mình tên chữ là "Chính Trợ Sơn" gọi nôm là núi Chiếc Đũa, đã có tên trong sách vở. Một số vua chúa, danh nhân nước ta có thơ đề vịnh ngọn núi này. Ví như Thiên Nam động chủ (Lê Thánh Tông) thế kỷ 15, Thượng Dương động chủ (Lê Hiến Tông) đầu thế kỷ 16, Nhật Nam nguyên chủ (Trịnh Sâm) thế kỷ 18. Có lẽ người phụ nữ hỏi về núi Chiếc Đũa nhằm thử trạng nguyên Trịnh Huệ kiến thức có thật sâu rộng không, cả kiến thức sách vở và kiến thức thực tế về núi Chiếc Đũa ở ngay tại quê hương ông.

## Trạng nguyên cuối cùng
Khoa thi nho học Việt Nam lần đầu tiên được tổ chức dưới triều Lý Nhân Tông, niên hiệu Thái Ninh thứ 4 (1075), gọi là Nho học tam trường. Lê Văn Thịnh trúng tuyển đỗ nhất, được vào hầu vua. Nhưng mãi tới triều Trần Thái Tông, niện hiệu Chính Bình thứ 16 (1247), mới đặt ra Tam khôi, gồm 3 bậc: Trạng nguyên, Bảng nhãn, Thám hoa. Qua 63 kỳ thi Đình, lẫy đỗ được 45 vị trạng nguyên và đến khoa thi năm Bính Thìn, niên hiệu Vĩnh Hựu thứ 2 (1736) đời Lê Ý Tông, thì người đỗ trạng nguyên là Trịnh Huệ. Tuy sau khoa thi này, dưới triều Lê Trung Hưng, có gần hai chục lần thi Đình nữa, song không có ai đỗ trạng nguyên. Còn dưới triều Nguyễn, từ khoa thi Đình năm Nhâm Ngọ triều Minh Mệnh thứ 3 (1822) đến khoa thi Đình cuối cùng của chế độ khoa cử Việt Nam dưới thời phong kiến, được tổ chức vào năm Kỷ Mùi, niên hiệu Khải Định thứ tư (1919) thì không có vị trạng nguyên nào, vì triều Nguyễn chỉ lấy bảng nhãn trở xuống.
Do đó Trịnh Huệ là vị trạng nguyên cuối cùng của chế độ khoa cử nước ta thời phong kiến.